# Canes Venatici
Canes Venatici, los Perros de Caza o los Lebreles es una pequeña constelación del norte introducida por Johannes Hevelius en el siglo XVII.  

## Características destacables

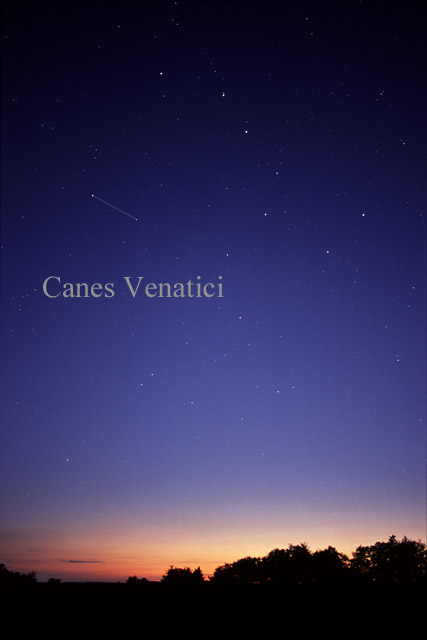
Constelación de Canes Venatici.

El astro más brillante de la constelación, α Canum Venaticorum, es una estrella binaria cuya componente principal es una estrella químicamente peculiar de tipo espectral A0VpSiEu —muestra una abundancia anómala de ciertos metales— prototipo de un grupo de variables que lleva su nombre. 
Sus líneas espectrales de hierro, cromo, titanio y elementos de tierras raras muestran variaciones de intensidad y velocidad radial a lo largo de su periodo de oscilación, de 5,5 días.
Además, posee uno de los campos magnéticos más intensos en una estrella, 2000 veces mayor que el de la Tierra. La componente secundaria del sistema es de tipo F2V y, visualmente, se localiza a 19,6 segundos de arco de su compañera.
La siguiente estrella más brillante es β Canum Venaticorum, oficialmente llamada Chara y conocida también como Asterion. Es una estrella muy semejante a nuestro Sol y puede ser considerada un gemelo solar: de tipo espectral G0V, su masa es un 2 % menor que la del Sol, mientras que su diámetro es apenas un 2,5 % más grande. Tiene una metalicidad inferior a la solar ([Fe/H) = -0,18).
La tercera estrella en cuanto a brillo es 24 Canum Venaticorum, estrella de tipo A4V con un exceso de emisión infrarroja que indica la existencia de un disco circunestelar de polvo y gas.
Le sigue en brillo 20 Canum Venaticorum, variable Delta Scuti de tipo espectral A9IImF2 que recibe el nombre —en cuanto a variable— de AO Canum Venaticorum.
10 Canum Venaticorum es una enana amarilla de tipo F9V de igual tamaño que el Sol y que brilla con una luminosidad un 15 % mayor que la luminosidad solar.
Sin embargo tiene una metalicidad muy baja (su abundancia relativa de hierro igual al 31 % de la solar) por lo que se piensa que es una antigua estrella del disco grueso.
Otra estrella notable es Y Canum Venaticorum, conocida como La Superba, una estrella de carbono de un espectacular color rojo. Debe su nombre al astrónomo Angelo Secchi quien, impresionado por su belleza, la llamó así («la soberbia»). Considerando que se encuentra a una distancia de 1010 años luz, la medida de su diámetro angular —11,86 mas— permite estimar su radio en 1,84 ua.
Su luminosidad bolométrica, 6200 veces mayor que la del Sol, implica que es una estrella de la rama asintótica gigante (AGB).
Observaciones realizadas por el satélite IRAS en el infrarrojo han dado a conocer que La Superba está rodeada por una capa de polvo de 0,9 pársecs de diámetro.
En esta constelación se encuentra RS Canum Venaticorum, variable eruptiva arquetipo de una clase de binarias cercanas cuyas componentes muestran intensa actividad cromosférica. BH Canum Venaticorum es otra variable de esta misma clase; entre las estrellas que están a menos de 50 pársecs de la Tierra, es una de las más brillantes en la región de rayos X.
Por otra parte, las variables AM Canum Venaticorum consisten en un sistema binario en el cual una enana blanca acumula materia pobre en hidrógeno de una estrella compacta. El período orbital de estos sistemas es extremadamente corto; en el caso de AM Canum Venaticorum —prototipo del grupo—, su período es de poco más de 17 minutos.

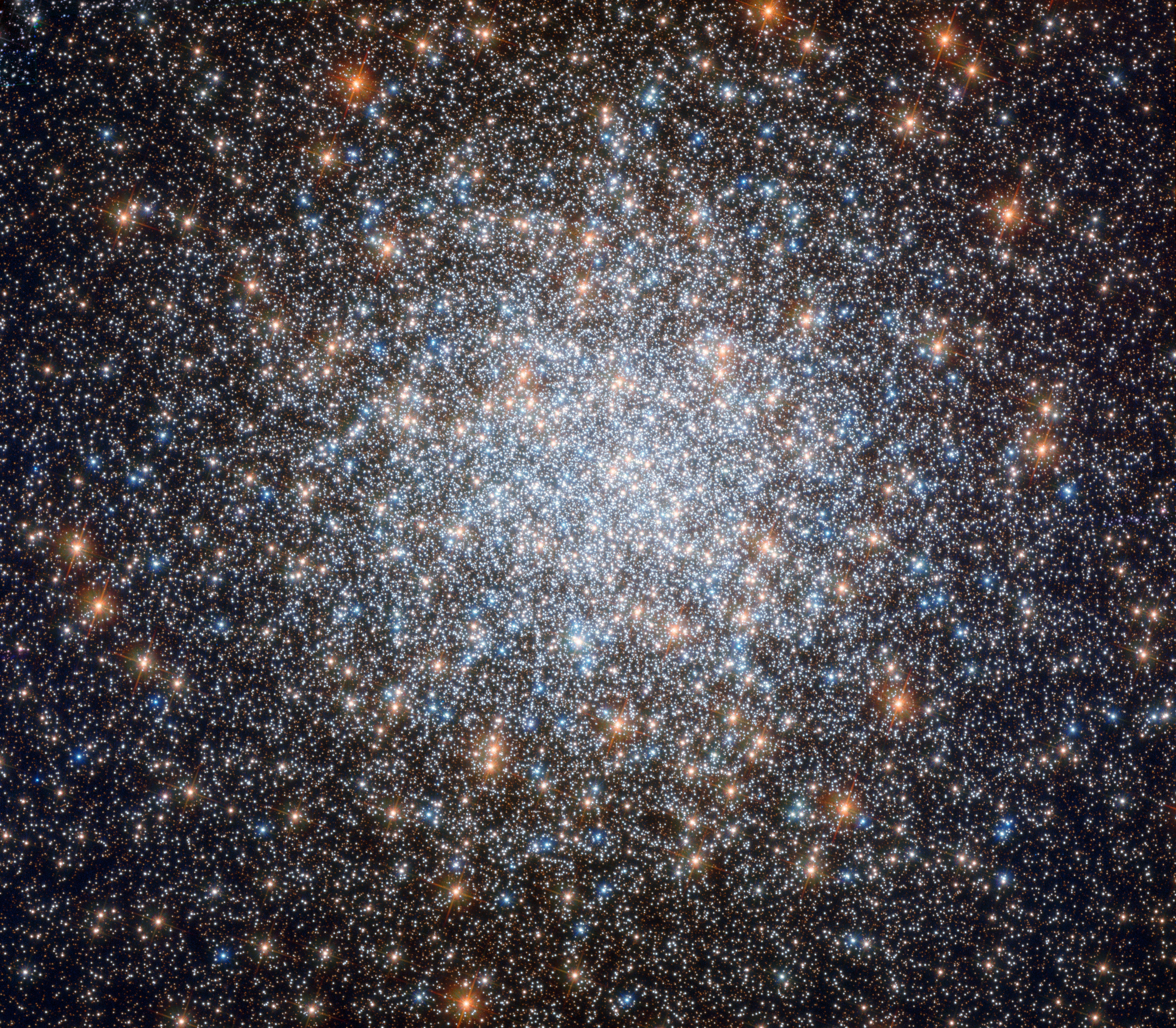
Imagen del cúmulo globular M3 obtenida con el telescopio espacial Hubble.

WD 1401+457 es una enana blanca de tipo DC en Canes Venatici. Con una temperatura efectiva de solo 2670 K y un tiempo estimado de enfriamiento de casi 12 000 millones de años, es la enana blanca más antigua en las cercanías del sistema solar.
Entre los objetos Messier de Canes Venatici está M3, cúmulo globular formado por alrededor de 500 000 estrellas con una edad estimada de 11 400 millones de años.
Contiene 274 estrellas variables conocidas, incluyendo 133 variables RR Lyrae; es, con mucho, el mayor número de variables en un cúmulo globular.

La galaxia Remolino y NGC 5195 a su derecha.

Además, diversas galaxias pueden ser observadas en esta constelación. M51, denominada galaxia Remolino, es una galaxia espiral que está interaccionando con NGC 5195.
En la primera se han observado tres supernovas: la última de ellas, denominada SN 2011dh, se detectó el 31 de mayo de 2011 y alcanzó magnitud 12,1.
Ambas galaxias forman parte del grupo de galaxias M51 y se encuentran aproximadamente a 23 millones de años luz de la Tierra.
Otro miembro de este grupo es M63, conocida ocasionalmente como galaxia del Girasol; es una galaxia espiral situada a una distancia de 29 millones de años luz aproximadamente.
También en esta constelación se localizan las galaxias M94 y M106. La primera es una galaxia espiral vista de frente con dos anillos, uno interno y otro externo; en el anillo interno hay una intensa actividad de formación estelar.
Por su parte, M106 contiene un núcleo activo y está clasificada como galaxia Seyfert; se encuentra a 23,8 millones de años luz del sistema solar.
NGC 4631 es una galaxia espiral barrada que desde nuestro punto de vista aparece casi de perfil; su forma de cuña ligeramente distorsionada le da la apariencia de una ballena, por lo que informalmente es conocida como galaxia Ballena. Es considerada una galaxia de brote estelar moderado.
Asimismo, NGC 4214 es una galaxia irregular algo más grande y brillante que la Pequeña Nube de Magallanes distante 9,6 millones de años luz. Tiene un número de cúmulos jóvenes masivos —cuya edad va de menos de 2 millones de años a 20 millones de años— dispersos a lo largo de su barra, así como algunos cúmulos masivos más antiguos.
En esta constelación también se localiza el denominado Vacío Gigante, descubierto en 1988, una vasta región del espacio con una subdensidad de galaxias. Tiene un diámetro estimado de 300 a 400 megapársecs y su centro está aproximadamente a 1,5 mil millones de años luz de distancia (z = 0,116).

## Estrellas principales

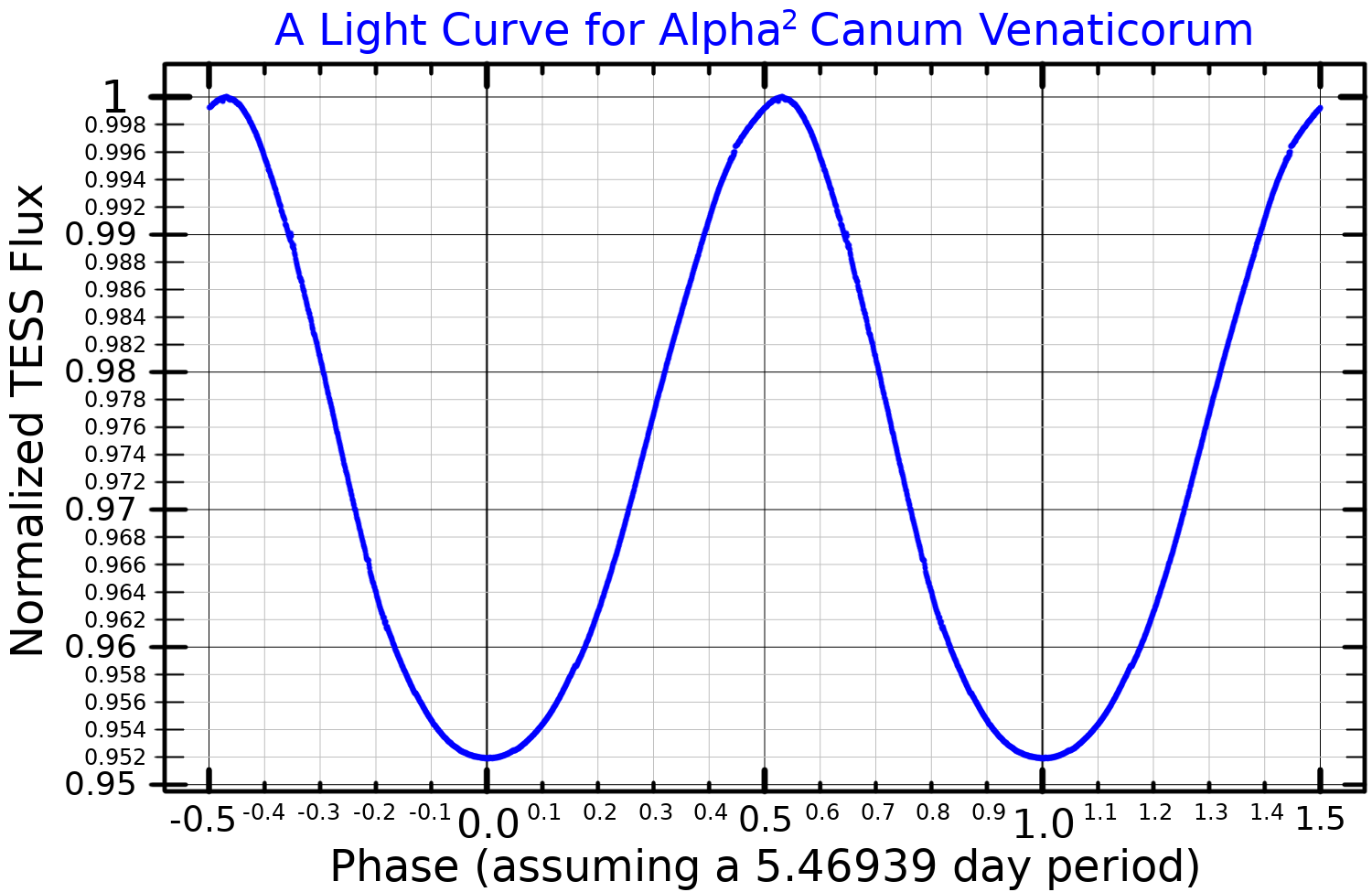
Curva de luz de α^{2} Canum Venaticorum a partir de datos de TESS.

- α Canum Venaticorum (Cor Caroli). Su nombre significa «el corazón de Carlos», como homenaje al rey inglés Carlos II (1630-1685), en cuyo reinado se fundó el Observatorio de Greenwich. Es una estrella doble muy vistosa; una de sus componentes, α2 Canum Venaticorum, es el prototipo de una clase de variables que llevan su nombre (variables Alfa2 Canum Venaticorum).
- β Canum Venaticorum (Asterion o Chara), con magnitud 4,26, segunda estrella más brillante de la constelación cuyas características físicas son muy similares al Sol.
- 5 Canum Venaticorum, gigante amarilla de magnitud 4,77. Es una estrella de bario.
- 6 Canum Venaticorum, también gigante amarilla, pero de magnitud 5,01.
- 10 Canum Venaticorum, enana amarilla de magnitud 6,00 que se caracteriza por su baja metalicidad.
- 24 Canum Venaticorum, estrella blanca de la secuencia principal de magnitud 4,70 en donde se ha detectado un disco circunestelar de polvo.

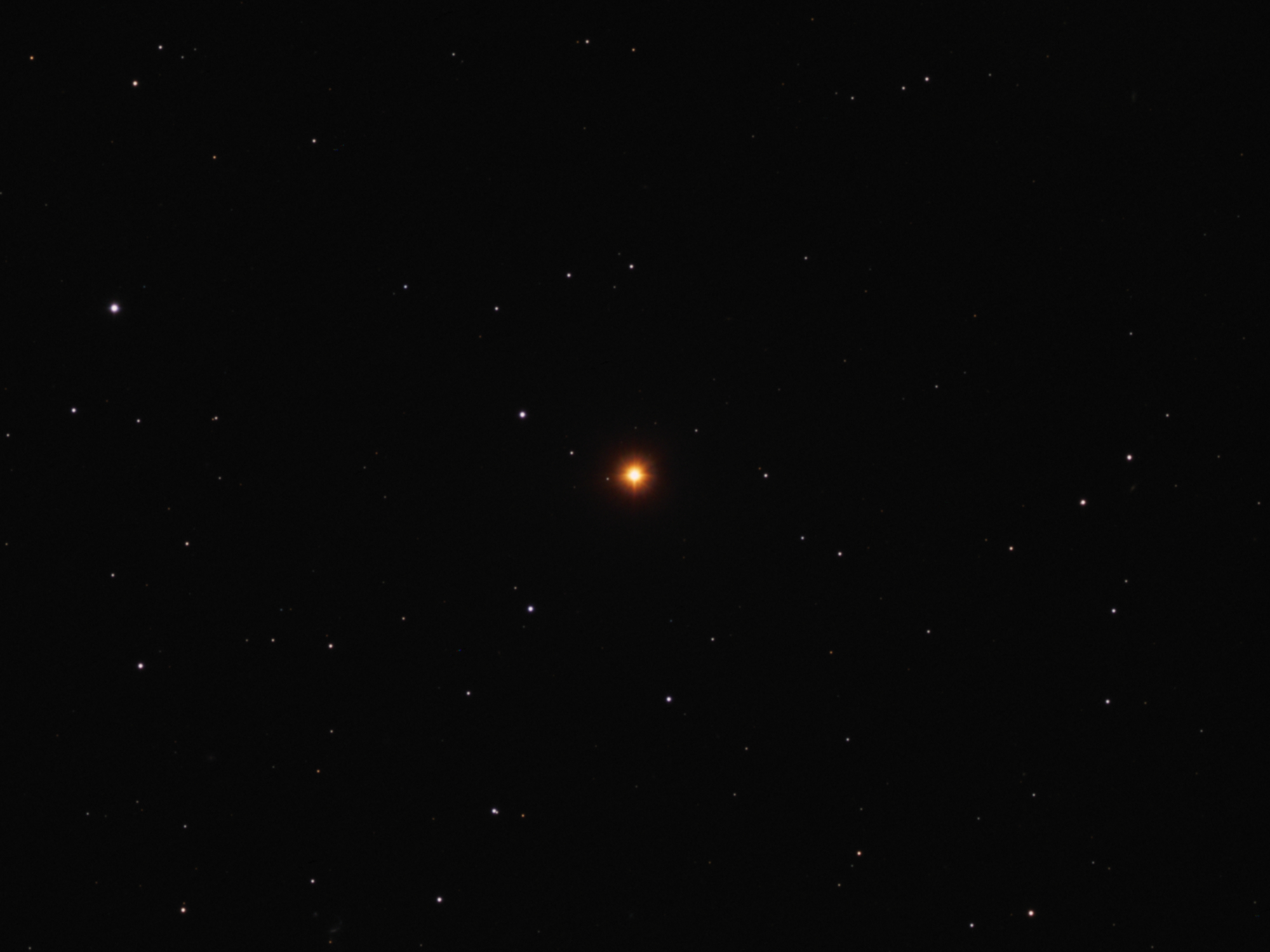
Imagen en luz visible de La Superba (Y Canum Venaticorum).

- R Canum Venaticorum, gigante roja y variable Mira cuya magnitud varía entre 6,5 y 12,9 en un ciclo de 328,5 días.
- Y Canum Venaticorum (La Superba), una estrella de carbono y variable semirregular de un espectacular color rojo. Con una temperatura de 2800 K, es una de las estrellas más frías que existen.
- RS Canum Venaticorum, prototipo de una clase de estrellas variables que llevan su nombre (variables RS Canum Venaticorum) y además binaria eclipsante.
- AM Canum Venaticorum, una estrella muy azul de magnitud 14, prototipo de una clase de binarias cataclísmicas.
- AO Canum Venaticorum (20 CVn), cuarta estrella más brillante de la constelación con magnitud 4,73 y variable Delta Scuti.
- AW Canum Venaticorum, gigante naranja y variable semirregular cuya magnitud fluctúa entre 4,72 y 4,81.
- BH Canum Venaticorum, variable eruptiva del tipo RS Canum Venaticorum de magnitud media 4,93; su componente principal es una estrella Am.
- BI Canum Venaticorum, binaria de contacto y variable W Ursae Majoris.
- BK Canum Venaticorum (21 CVn), variable Alfa2 Canum Venaticorum de magnitid 5,15.
- DD Canum Venaticorum, variable Gamma Doradus de magnitud 7,14.
- DT Canum Venaticorum, estrella Lambda Bootis de magnitud 5,89.
- Gliese 507.1 (GJ 9440), enana roja de magnitud 10,66.
- Gliese 521, también enana roja de magnitud 10,26.

## Objetos de cielo profundo

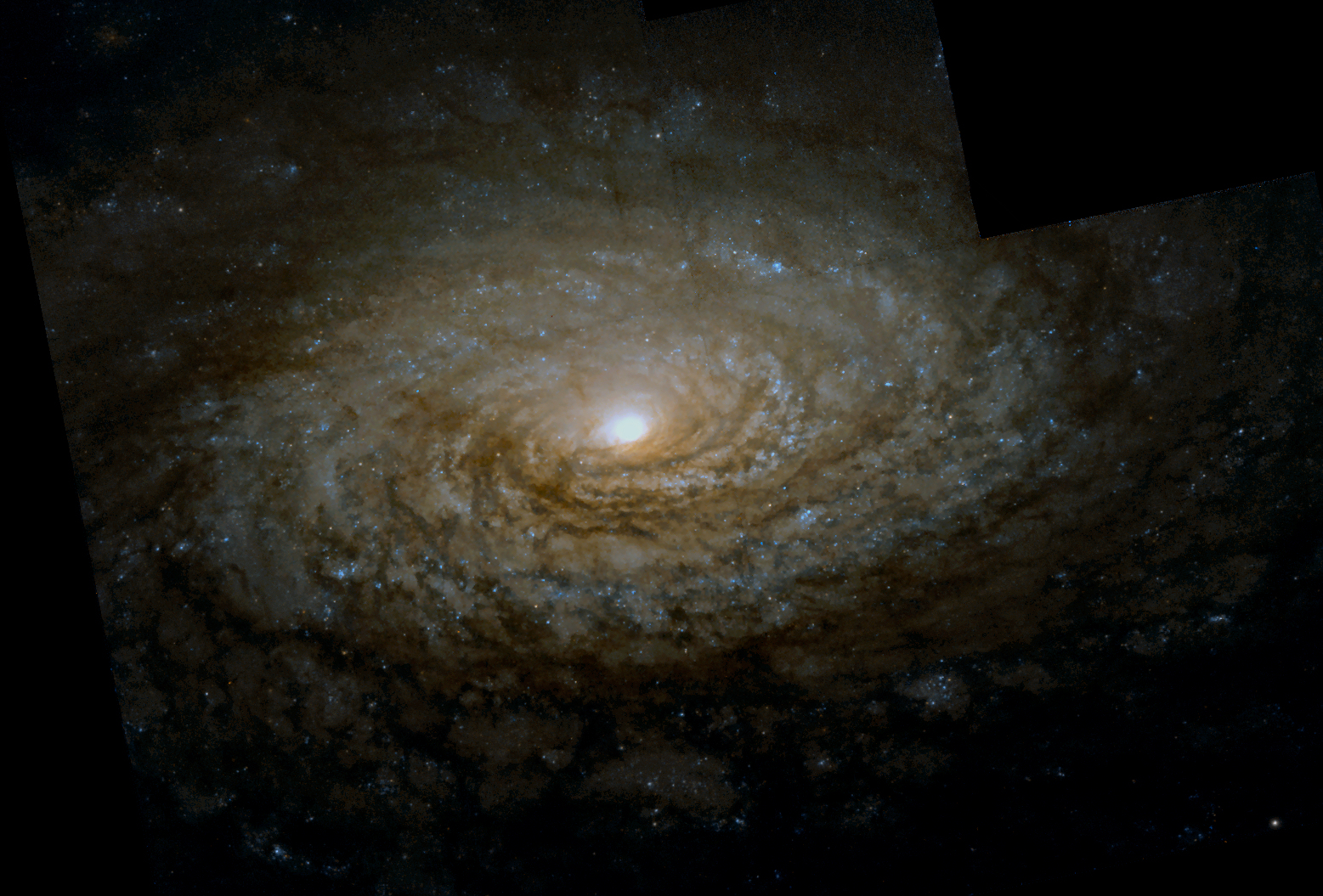
Imagen de M63 obtenida con el telescopio espacial Hubble.

- M51 (Galaxia Remolino). AR: 13h 29m 54.0s Dec: +47°12'00" (Época 2000). Su distancia al Sol es de 15 millones de años luz y tiene una compañera NGC 5195 AR: 13h 30m 00.0s Dec: +47°16'00" (Época 2000).
- M63 (Galaxia del Girasol). AR: 13h 15m 48.0s Dec: +42°02'00" (Época 2000) - M94 (NGC 4736) AR: 12h 50m 54.0s Dec: +41°07'00" (Época 2000) y M106 (NGC 4258) AR: 12h 19m 00.0s Dec: +47°18'00" (Época 2000). Galaxias espirales, pueden ser observadas con telescopios pequeños.
- M3 (NGC 5272). AR: 13h 42m 12.0s Dec: +28°23'00" (Época 2000). Cúmulo globular brillante.
- NGC 4214. AR:12h 15m 39.2s Dec: +36°19'37" (Época 2000). Galaxia irregular, sufriendo actualmente un brote estelar.
- NGC 4244. AR: 12h 17m 30.0s Dec: +37°49'00" (Época 2000). Galaxia espiral, 8° al oeste de Cor Caroli, no lejos de la anterior.
- NGC 4449. AR: 12h 28m 11.1s Dec: +44°45'37" (Época 2000). Galaxia irregular también experimentando un brote estelar.
- NGC 4485. AR: 12h 30m 30.0s Dec: +41°42'00" (Época 2000) y NGC 4490 AR: 12h 30m 36.0s Dec: +41°38'00" (Época 2000). Dos galaxias observadas en el mismo campo a la 4485 se denomina Galaxia Cocoon, 4490 es más grande y brillante. Se localizan 1° al noreste de Beta Canum Venaticorum.
- NGC 4631. AR: 12h 42m 06.0s Dec: +32°32'00" (Época 2000). Muy brillante, 6º al sur de Cor Caroli y 2º al oeste. En el mismo campo hay dos galaxias más: NGC 4656 AR: 12h 44m 00.0s Dec: +32°10'00" (Época 2000) y NGC 4657 AR: 12h 44m 12.0s Dec: +32°12'00" (Época 2000).

## Mitología

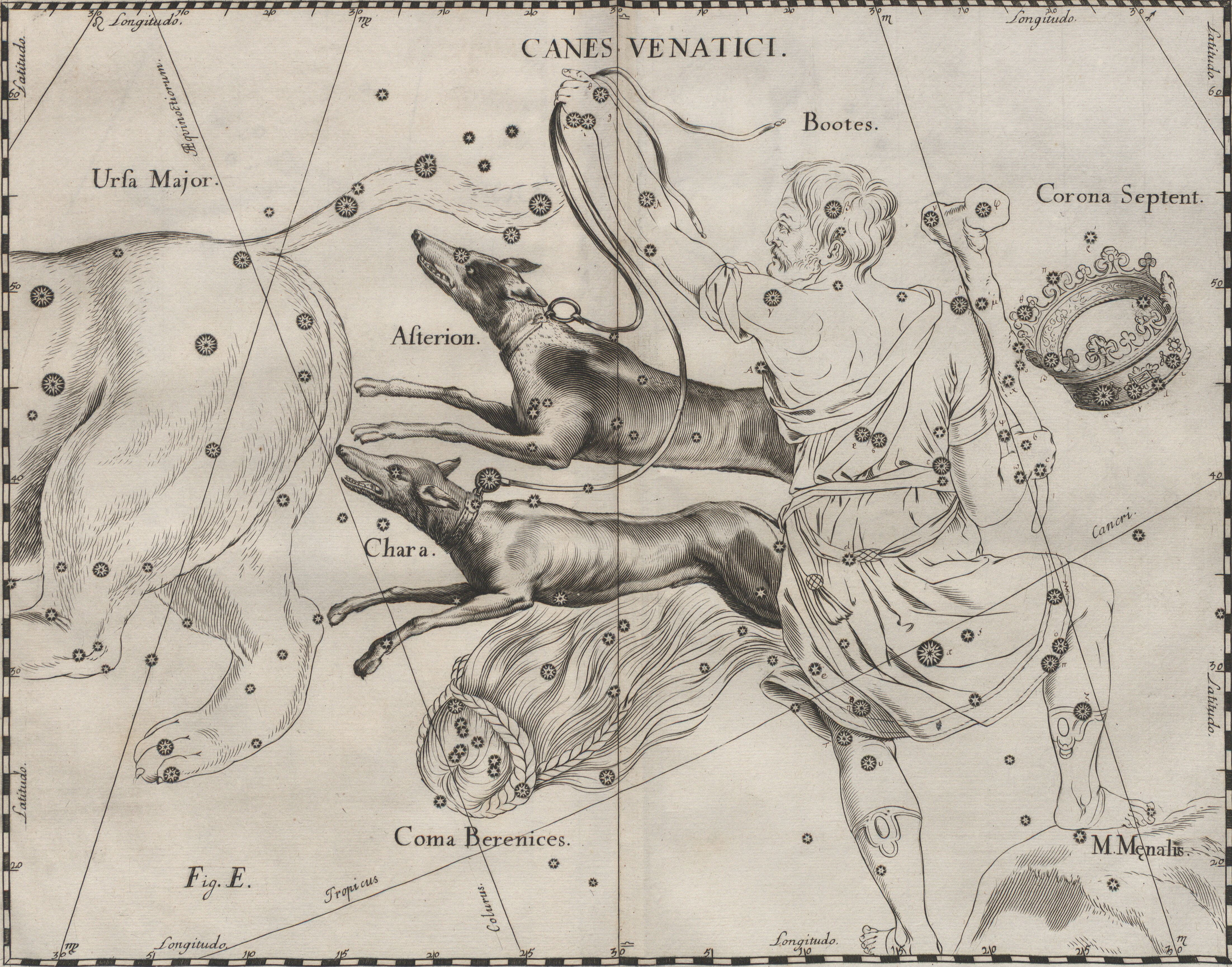
Imagen de los Perros de Caza.

Representan a Asterion y Chara, los dos perros sostenidos por el Boyero manteniendo el camino de las osas alrededor del polo norte.